# 개폐기

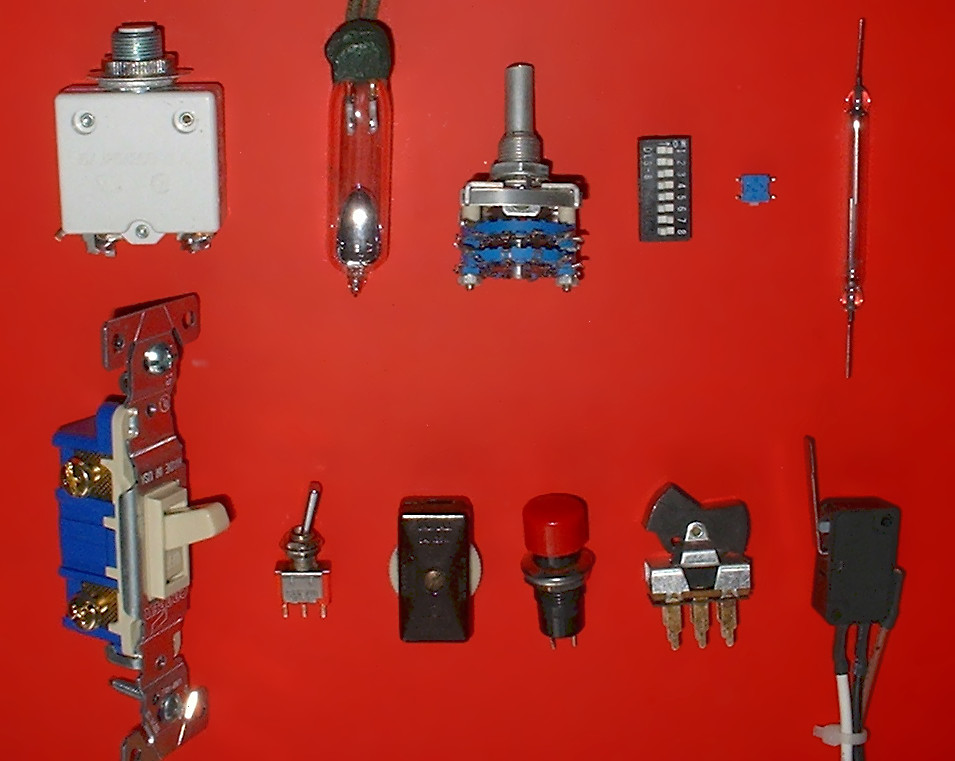
전기 스위치. 위, 왼쪽에서 오른쪽: 회로 차단기, 수은 스위치, 웨이퍼 스위치, DIP 스위치, 표면 실장 스위치, 리드 스위치. 아래, 왼쪽에서 오른쪽: 벽 스위치(미국 스타일), 소형 토글 스위치, 인라인 스위치, 버튼 스위치, 로커 스위치, 마이크로스위치.

전기공학에서 개폐기(開閉器) 또는 스위치(switch)는 전기 회로의 전도 경로를 끊거나 연결하여 전류를 차단하거나 다른 도체로 전환할 수 있는 전자 부품이다. 가장 일반적인 유형의 스위치는 외부 회로에 연결된 하나 이상의 가동 전기 접점 세트로 구성된 전기 기계 장치이다. 한 쌍의 접점이 접촉하면 전류가 그 사이를 흐를 수 있지만, 접점이 분리되면 전류가 흐를 수 없다.
스위치는 다양한 구성으로 만들어진다. 동일한 손잡이 또는 액추에이터로 제어되는 여러 세트의 접점을 가질 수 있으며, 접점은 동시에, 순차적으로 또는 교대로 작동할 수 있다. 스위치는 수동으로 작동할 수 있는데, 예를 들어 전등 스위치나 키보드 버튼이 있으며, 또는 기계 부품의 위치, 액체 레벨, 압력 또는 온도 등을 감지하는 감지 요소로 작동할 수 있는데, 온도조절기가 그 예이다. 토글 스위치, 회전 스위치, 수은 스위치, 버튼 스위치, 반전 스위치, 전자계전기, 회로 차단기와 같은 많은 특수 형태가 존재한다. 일반적인 용도는 조명 제어로, 여러 스위치가 하나의 회로에 연결되어 조명 기구를 편리하게 제어할 수 있도록 한다. 고전력 회로의 스위치는 열릴 때 파괴적인 아크 방전을 방지하기 위해 특별한 구조를 가져야 한다.

## 설명

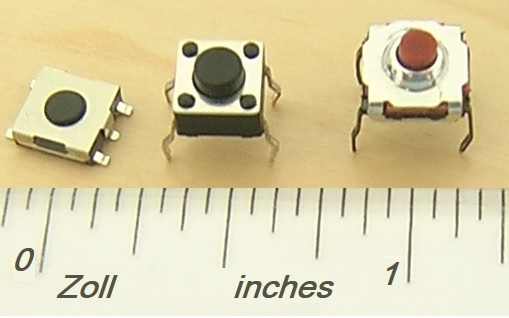
세 개의 촉각 버튼 스위치

가장 익숙한 형태의 스위치는 외부 회로에 연결된 하나 이상의 전기 접점 세트를 가진 수동 작동식 전기 기계 장치이다. 각 접점 세트는 두 가지 상태 중 하나에 있을 수 있다. "닫힘"은 접점이 접촉하여 전기가 흐를 수 있음을 의미하고, "열림"은 접점이 분리되어 스위치가 비전도 상태임을 의미한다. 이 두 상태(열림 또는 닫힘) 사이의 전환을 작동시키는 메커니즘은 일반적으로 (다른 유형의 작동도 있지만) "교대 작동"(연속 "켜짐" 또는 "꺼짐"을 위해 스위치를 뒤집기) 또는 "순간 작동"("켜짐"을 위해 누르고 "꺼짐"을 위해 놓기) 유형이다.
스위치는 인간이 시스템에 대한 제어 신호로 직접 조작할 수 있는데, 예를 들어 컴퓨터 키보드 버튼이나 회로의 전력 흐름을 제어하는 전등 스위치가 있다. 자동 작동 스위치는 기계의 움직임을 제어하는 데 사용될 수 있으며, 예를 들어 차고 문이 완전히 열린 위치에 도달했거나 공작 기계가 다른 공작물을 받을 준비가 된 위치에 있음을 나타낸다. 스위치는 압력, 온도, 흐름, 전류, 전압, 힘과 같은 공정 변수에 의해 작동될 수 있으며, 공정에서 센서 역할을 하고 시스템을 자동으로 제어하는 데 사용된다. 예를 들어, 온도조절기는 가열 공정을 제어하는 온도 작동 스위치이다. 다른 전기 회로에 의해 작동되는 스위치를 전자계전기라고 한다. 대형 스위치는 모터 구동 메커니즘에 의해 원격으로 작동될 수 있다. 일부 스위치는 시스템에서 전력을 분리하는 데 사용되며, 유지 보수 중 기계의 우발적인 작동을 방지하거나 감전을 방지하기 위해 필요시 자물쇠로 잠글 수 있는 가시적인 분리 지점을 제공한다.
이상적인 스위치는 닫혔을 때 전압 강하가 없고, 전압 또는 전류 정격에 제한이 없다. 상태 변화 시 상승 시간 및 하강 시간이 0이며, 켜짐과 꺼짐 위치 사이에서 "바운싱" 없이 상태가 변한다.
실제 스위치는 이 이상에 미치지 못한다. 거칠기 및 산화막의 결과로 접촉 저항, 처리할 수 있는 전류 및 전압의 제한, 유한한 스위칭 시간 등을 나타낸다. 이상적인 스위치는 회로 분석에서 해결해야 할 방정식 시스템을 크게 단순화하기 때문에 자주 사용되지만, 이는 정확도가 낮은 솔루션으로 이어질 수 있다. 예를 들어 전화 교환기에 사용되는 대규모 스위치 네트워크 설계에서는 비이상적 특성의 영향을 이론적으로 처리해야 한다.

## 접점

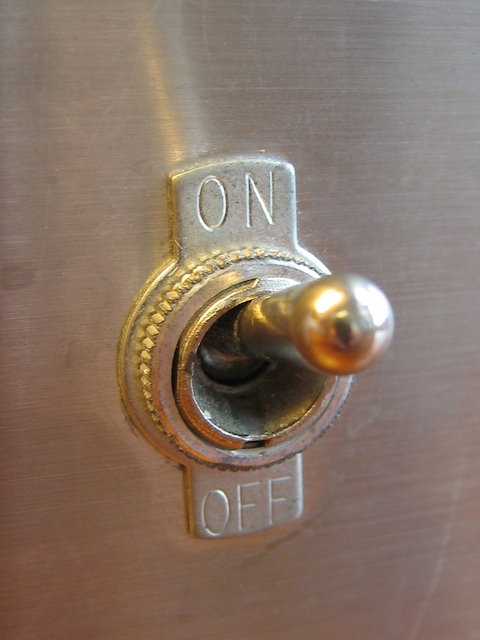
"켜짐" 위치에 있는 토글 스위치

가장 간단한 경우, 스위치는 접점이라고 불리는 두 개의 전도성 조각(종종 금속)을 가지고 있으며, 외부 회로에 연결되어 회로를 완성(만들기)하기 위해 접촉하고 회로를 개방(끊기)하기 위해 분리된다. 접점 재료는 부식 저항성을 위해 선택되는데, 대부분의 금속은 스위치 작동을 방해할 수 있는 절연성 산화물을 형성하기 때문이다. 접점 재료는 또한 도전율, 경도(마모 저항), 기계적 강도, 저렴한 비용 및 낮은 독성을 기준으로 선택된다. 접점 표면의 산화막 형성뿐만 아니라 표면 거칠기 및 접촉 압력은 접촉 저항 및 기계식 스위치의 습윤 전류를 결정한다. 때로는 접점에 우수한 전도성과 부식 저항성을 위해 귀금속이 전기도금되기도 한다. 오염 물질을 제거하기 위해 서로 문지르도록 설계될 수도 있다. 전도성 플라스틱과 같은 비금속 도체도 가끔 사용된다. 절연성 산화물의 형성을 방지하기 위해 특정 스위치 설계에 대한 최소 습윤 전류가 지정될 수 있다.

### 접점 용어

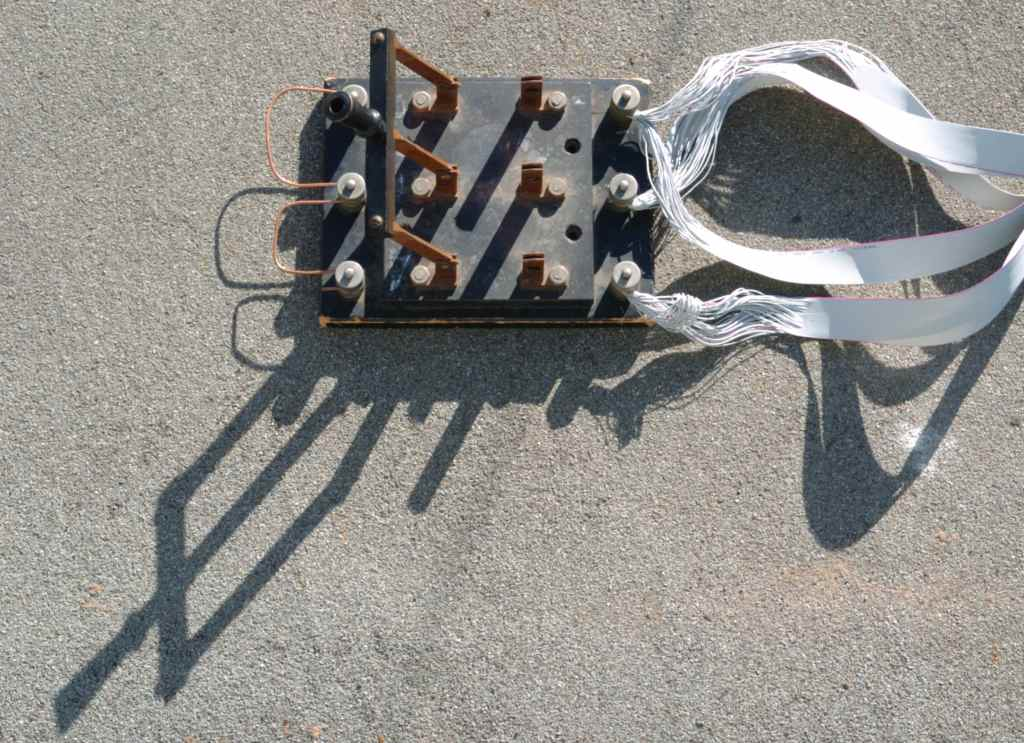
제동 목적으로 3상 풍력 터빈의 권선을 단락시키는 데 사용되는 삼중 단극 단투(TPST 또는 3PST) 나이프 스위치. 스위치는 열린 위치에 있다.

전자공학에서 스위치는 접점 배열에 따라 분류된다. 한 쌍의 접점은 전류가 한 접점에서 다른 접점으로 흐를 수 있을 때 "닫힘"이라고 한다. 접점이 절연 공기 간극으로 분리되어 있을 때, 그들은 "열림"이라고 하며, 정상 전압에서는 전류가 그들 사이를 흐를 수 없다. 접점 폐쇄를 위한 "make"와 접점 개방을 위한 "break"라는 용어도 널리 사용된다.
폴(pole)과 스로우(throw)라는 용어도 스위치 접점 변형을 설명하는 데 사용된다. "폴"의 수는 단일 물리적 액추에이터에 의해 제어되는 전기적으로 분리된 스위치의 수를 의미한다. 예를 들어, "2-폴" 스위치는 동일한 메커니즘을 통해 동시에 열리고 닫히는 두 개의 분리된 병렬 접점 세트를 가지고 있다. "스로우"의 수는 스위치가 각 폴에 대해 채택할 수 있는 "열림" 외의 별도 배선 경로 선택의 수를 의미한다. 단일 스로우 스위치는 닫히거나 열릴 수 있는 한 쌍의 접점을 가지고 있다. 이중 스로우 스위치는 두 개의 다른 접점 중 하나에 연결될 수 있는 접점을 가지고 있으며, 삼중 스로우는 세 개의 다른 접점 중 하나에 연결될 수 있는 접점을 가지고 있다.

버튼 스위치와 같이 접점이 작동되기 전까지 한 상태를 유지하는 스위치에서, 접점은 스위치 작동에 의해 닫히기 전까지는 상시 개방(n.o. 또는 no로 축약됨)되거나, 상시 닫힘("n.c." 또는 "nc") 상태로 스위치 작동에 의해 개방될 수 있다. 두 가지 유형의 접점을 모두 가진 스위치를 전환 스위치 또는 양방향 스위치라고 한다. 이들은 두 회로를 순간적으로 연결하는 "선폐쇄 후개방"("MBB" 또는 단락) 방식이거나, 한 회로를 닫기 전에 다른 회로를 끊는 "선개방 후폐쇄"("BBM" 또는 비단락) 방식일 수 있다.
이러한 용어는 "단극 단투(SPST)"(가장 간단한 유형, "켜짐 또는 꺼짐") 또는 "단극 양투(SPDT)"와 같이 일렉트로닉스 산업에서 사용되는 스위치 유형에 대한 약어를 낳았다. 단극 양투는 두 단자 중 하나를 공통 단자에 연결한다. 전력 배선(즉, 전기공에 의한 주택 및 건물 배선)에서는 일반적으로 "-way" 접미사가 포함된 이름이 사용되지만, 이 용어는 영국 영어와 미국 영어에서 서로 다른 의미로 사용된다(즉, "two way"와 "three way" 용어가 다른 의미로 사용됨).
| 전자제품 사양 및 약어 | 약어 확장                                      | 영국 주전원 배선 명칭 | 미국 전기 배선 명칭 | 설명 | 개략도 | 기호 IEC 60617 |
| --------------------- | ---------------------------------------------- | --------------------- | ------------------- | --- | ------ | -------------- |
| SPST (1P1T)           | 단극 단투                                      | 일방향                | 양방향              | 간단한 온-오프 스위치: 두 단자가 연결되거나 서로 분리된다. 전등 스위치가 그 예이다. |        |                |
| SPST-NO Form A        | 단극 단투, 상시 개방                           |                       |                     | 간단한 온-오프 스위치. 두 단자는 평상시에는 연결되지 않고(개방) 스위치가 작동될 때 닫힌다. 푸시 스위치가 그 예이다. |        |                |
| SPST-NC Form B        | 단극 단투, 상시 닫힘                           |                       |                     | 간단한 온-오프 스위치. 두 단자는 평상시에는 함께 연결되어 있고(닫힘) 스위치가 작동될 때 개방된다. 푸시 스위치가 그 예이다. |        |                |
| SPDT Form C           | 단극 양투                                      | 양방향                | 삼방향              | 간단한 선개방 후폐쇄 스위치: C(COM, 공통)는 L1 또는 L2에 연결된다. |        |                |
| SPCO SPTT, c.o.       | 단극 전환 또는 단극, 중앙 꺼짐 또는 단극, 삼투 |                       |                     | SPDT와 유사. 일부 공급업체는 중앙에 안정적인 꺼짐 위치가 있는 스위치에 SPCO/SPTT를 사용하고 그렇지 않은 스위치에 SPDT를 사용한다. |        |                |
|                       |                                                |                       |                     | 직렬 스위치 또는 2회로 스위치 |        |                |
| DPST (2P1T)           | 양극 단투                                      | 양극                  | 양극                | 단일 메커니즘으로 제어되는 두 개의 SPST 스위치와 동일하다. |        |                |
| DPDT (2P2T)           | 양극 양투                                      |                       |                     | 단일 메커니즘으로 제어되는 두 개의 SPDT 스위치와 동일하다. |        |                |
| DPCO                  | 양극 전환 또는 양극, 중앙 꺼짐                 |                       |                     | DPDT와 개략적으로 동일하다. 일부 공급업체는 안정적인 중앙 위치가 있는 스위치에 DPCO를 사용하고 그렇지 않은 스위치에 DPDT를 사용한다. 중앙 위치가 있는 DPDT/DPCO 스위치는 중앙에서 "꺼짐" 상태(L1 또는 L2에 연결되지 않음)이거나, 동시에 L1과 L2에 모두 연결되는 "켜짐" 상태일 수 있다. 이러한 스위치의 위치는 일반적으로 각각 "on-off-on"과 "on-on-on"으로 참조된다. |        |                |
|                       |                                                | 중간 스위치           | 사방향 스위치       | 극성 반전 응용을 위해 내부적으로 배선된 DPDT 스위치: 스위치 하우징 외부로 6개 대신 4개의 전선만 연결된다. 크로스 스위치, 크로스오버 스위치 또는 반전 스위치라고도 한다. |        |                |
| 2P6T                  | 양극 육투                                      |                       |                     | COM(공통)에 연결하여 L1, L2, L3, L4, L5 또는 L6에 연결할 수 있는 전환 스위치. 단일 메커니즘으로 제어되는 두 번째 스위치(2P, 양극)와 함께 사용한다. |        |                |

더 많은 폴이나 스로우를 가진 스위치는 "S"나 "D"를 숫자로(예: 3PST, SP4T 등) 또는 경우에 따라 "T"(삼중) 또는 "Q"(사중) 문자로 대체하여 설명할 수 있다. 이 글의 나머지 부분에서는 모호성을 피하기 위해 SPST, SPDT 및 중간이라는 용어를 사용할 것이다.

### 접점 바운싱

#### 바운스

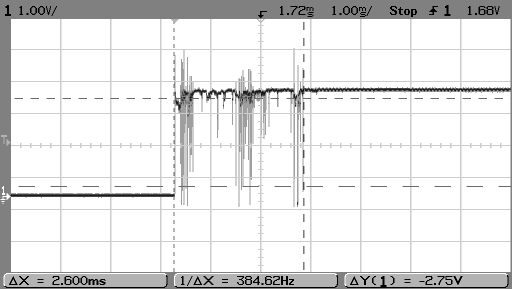
스위치가 켜짐과 꺼짐 사이에서 바운스(V보다 높고 V보다 낮게 흔들림)하여 발생하는 전압 변동을 보여주는 오실로스코프 스냅샷. 2.6 ms 동안 여러 번 바운스한 후 안정된다.

접점 바운싱(채터링이라고도 함)은 기계식 스위치, 전자계전기, 배터리 접점에서 흔히 발생하는 문제로, 인터페이스에서 전기 접촉 저항(ECR) 현상의 결과로 발생한다. 스위치와 전자계전기 접점은 일반적으로 탄성이 있는 금속으로 만들어진다. 접점이 서로 충돌할 때, 그들의 운동량과 탄성이 함께 작용하여 안정적인 접촉을 하기 전에 한 번 이상 튕겨나가게 한다. 그 결과는 0에서 전체 전류로의 깔끔한 전환이 아니라 빠르게 맥동하는 전류가 된다. 이 효과는 일반적으로 전력 회로에서는 중요하지 않지만, 온-오프 펄스를 데이터 스트림으로 오인할 정도로 빠르게 반응하는 일부 아날로그 및 논리 회로에서는 문제를 일으킨다. 마이크로 접점 설계에서는 표면 구조(표면 거칠기)를 제어하고 부동태화된 층의 형성을 최소화하는 것이 채터링을 억제하는 데 중요하다.
해먼드 오르간에서는 여러 전선이 건반 아래에서 함께 눌린다. 이들의 바운싱과 비동기적인 스위치 닫힘은 해먼드 클릭(Hammond Click)으로 알려져 있으며, 이 특징을 사용하고 강조하는 작곡도 존재한다. 일부 전기오르간에는 이 음향 효과의 전환 가능한 복제 기능이 있다.

#### 디바운싱

슈미트 트리거와 축전기를 사용하여 SPST 스위치 바운스 필터링

접점 바운스의 효과는 다음을 통해 제거될 수 있다.
- 수은 습식 접점 사용. 그러나 수은의 위험성 때문에 현재는 거의 사용되지 않는다.
- 또는 접점 회로 전압을 로우패스 필터링하여 여러 펄스가 나타나는 것을 줄이거나 제거할 수 있다.
- 디지털 시스템에서는 접점 상태의 여러 샘플을 낮은 속도로 가져와 안정적인 시퀀스를 확인하여, 접점 수준이 신뢰할 수 있다고 간주되어 조치되기 전에 접점이 안정화될 수 있도록 한다.
- SPDT("단극 양투") 스위치 접점 신호의 바운싱은 SR 플립플롭(래치) 또는 슈미트 트리거를 사용하여 필터링할 수 있다.

이 모든 방법을 '디바운싱'이라고 한다.

### 아크 방전 및 퀀칭
스위칭되는 전력이 충분히 클 때, 스위치 접점이 열릴 때 접점 사이의 작은 간극을 가로지르는 전자 흐름이 충분하여 공기 분자를 이온화시켜 플라스마를 형성하는데, 이는 아크 방전으로도 알려져 있다. 플라스마는 저저항이며 스위치 접점 사이의 분리 거리가 꾸준히 증가하더라도 전력 흐름을 유지할 수 있다. 플라스마는 또한 매우 뜨거워서 스위치 접점의 금속 표면을 부식시킬 수 있다(진공 스위치도 마찬가지). 전류 아크 방전은 접점의 상당한 열화와 전자기 간섭(EMI)을 유발하므로 아크 억제 방법을 사용해야 한다.
전압이 충분히 높으면 스위치가 닫히고 접점이 접근할 때도 아크가 형성될 수 있다. 전압 포텐셜이 접점을 분리하는 공기의 항복 전압을 초과할 정도로 충분하면 아크가 형성되어 스위치가 완전히 닫히고 스위치 표면이 접촉할 때까지 유지된다.
두 경우 모두 아크 방전 형성을 최소화하고 접점 손상을 방지하는 표준 방법은 빠른 움직임 스위치 메커니즘을 사용하는 것이다. 일반적으로 사용자가 스위치 제어 장치를 조작하는 속도와 관계없이 스위치 접점의 빠른 움직임을 보장하기 위해 스프링 작동식 티핑 포인트 메커니즘을 사용한다. 스위치 제어 레버를 움직이면 스프링에 장력이 가해지다가 티핑 포인트에 도달하면 스프링 장력이 해제되면서 접점이 갑자기 열리거나 닫힌다.
스위칭되는 전력이 증가함에 따라 아크 형성을 최소화하거나 방지하기 위해 다른 방법이 사용된다. 플라스마는 뜨거워서 대류 공기 흐름으로 인해 상승한다. 아크는 스위치 접점 사이의 거리에 걸쳐 있는 일련의 비전도성 블레이드로 소멸될 수 있으며, 아크가 상승함에 따라 블레이드 사이의 공간으로 돌출부를 형성하면서 길이가 증가하여 아크가 너무 길어져 유지될 수 없게 되고 소멸된다. 펌프는 스위치 접점을 가로질러 갑작스러운 고속 가스 폭발을 불어넣어 아크의 길이를 빠르게 늘려 신속하게 소멸시킬 수 있다.
극도로 큰 스위치는 종종 아크를 더 빠르게 소멸시키기 위해 공기 이외의 것으로 둘러싸인 스위치 접점을 가지고 있다. 예를 들어, 스위치 접점은 진공에서 작동하거나 광물유에 잠기거나 육플루오린화 황에 잠겨 있을 수 있다.
AC 전력 서비스에서는 전류가 주기적으로 0을 통과한다. 이 효과는 열릴 때 아크를 유지하기 어렵게 만든다. 제조업체는 DC 회로에서 사용할 경우 더 낮은 전압 또는 전류 정격으로 스위치를 평가할 수 있다.

### 전력 스위칭
스위치가 상당한 전력을 스위칭하도록 설계되었을 때는 스위치의 과도 상태뿐만 아니라 연속 작동 전류를 견딜 수 있는 능력도 고려해야 한다. 스위치가 켜진 상태에 있을 때, 그 저항은 거의 0에 가까워 접점에서 소모되는 전력이 거의 없다. 스위치가 꺼진 상태에 있을 때, 그 저항은 극도로 높아 접점에서 소모되는 전력이 훨씬 적다. 그러나 스위치가 작동될 때, 저항은 부하 정격 전력의 4분의 1(부하가 순수 저항성이 아닌 경우 더 나쁠 수 있음)이 스위치에서 잠시 소모되는 상태를 통과해야 한다.
이러한 이유로 부하 전류를 차단하도록 설계된 전력 스위치에는 사용자가 로커를 움직이는 속도에 관계없이 온과 오프 사이의 전환이 가능한 한 짧도록 하는 스프링 메커니즘이 있다.
전력 스위치는 일반적으로 두 가지 유형으로 제공된다. 순간 온-오프 스위치(예: 레이저 포인터)는 일반적으로 버튼 형태를 취하며 버튼이 눌러질 때만 회로를 닫는다. 일반 온-오프 스위치(예: 손전등)는 지속적인 온-오프 기능을 가지고 있다. 이중 동작 스위치는 이 두 가지 기능을 모두 통합한다.

### 유도 부하
전동기와 같이 유도성이 강한 부하가 꺼질 때, 전류는 즉시 0으로 떨어지지 않는다. 열리는 접점 사이로 스파크가 튈 것이다. 유도성 부하용 스위치는 이러한 경우를 처리할 수 있도록 정격되어야 한다. 스파크는 억제되지 않으면 전자기 간섭을 일으킬 것이다. 저항기와 축전기가 직렬로 연결된 스너버 네트워크가 스파크를 진정시킬 것이다.

### 백열등 부하

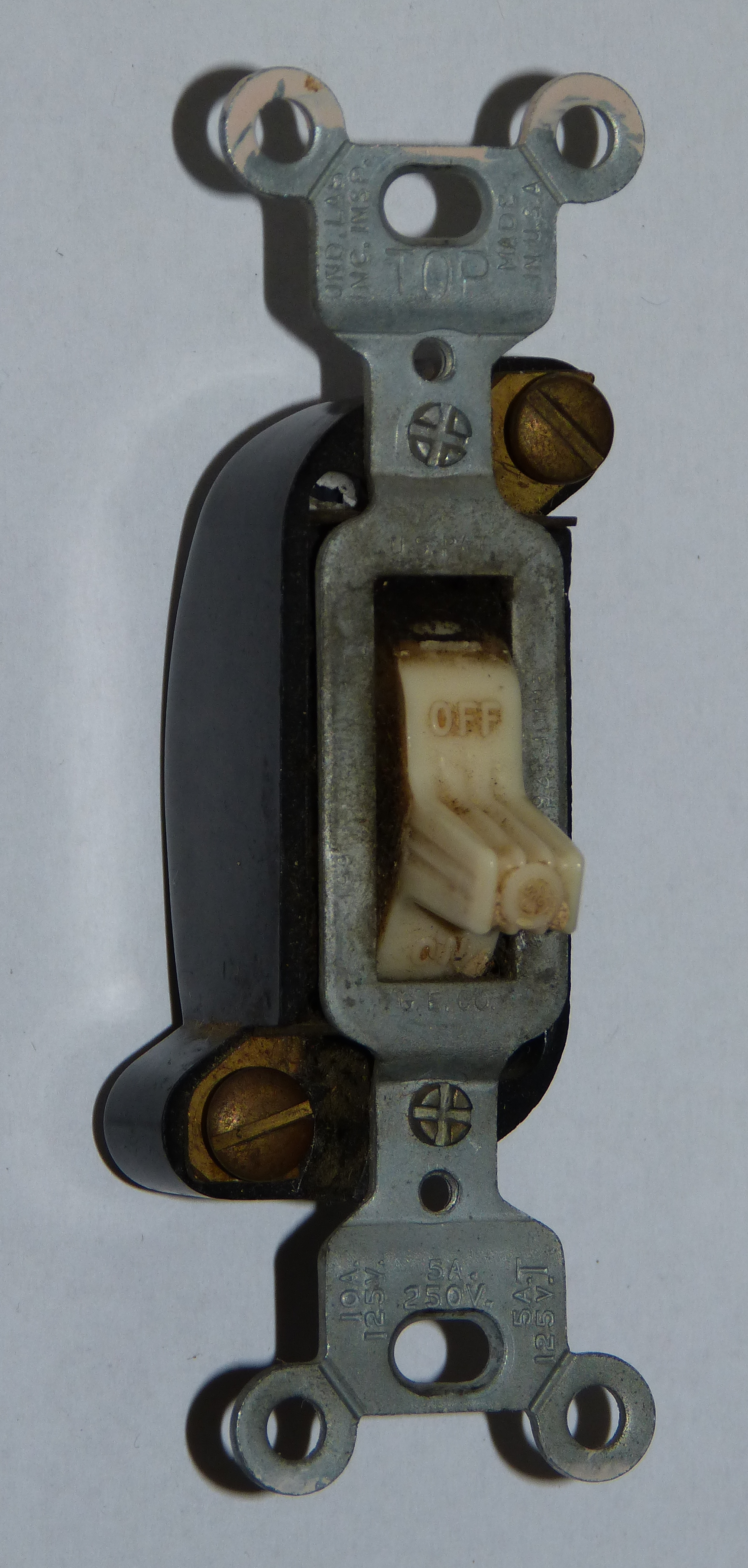
백열등 부하에 적합한 "T-정격" 벽 스위치(T는 텅스텐 필라멘트용)

백열등은 켜질 때 정상 상태 전류의 약 10배에 달하는 큰 돌입 전류를 끌어들인다. 필라멘트가 가열됨에 따라 저항이 증가하고 전류는 정상 상태 값으로 감소한다. 백열등 부하용으로 설계된 스위치는 이러한 돌입 전류를 견딜 수 있다.

### 습윤 전류
습윤 전류는 기계식 스위치가 작동할 때 스위치 접점에 침전될 수 있는 산화막을 뚫고 흐를 필요가 있는 최소 전류이다. 산화막은 습도가 높은 지역에서 자주 발생한다. 충분한 습윤 전류를 제공하는 것은 센서 입력으로 미세한 접점 압력을 가진 섬세한 스위치를 사용하는 시스템을 설계하는 데 중요한 단계이다. 이를 수행하지 않으면 접점 산화로 인해 스위치가 전기적으로 "개방" 상태로 유지될 수 있다.

## 액추에이터
접점에 작동력을 가하는 가동 부품을 액추에이터라고 하며, 토글 또는 돌리, 로커, 버튼 또는 모든 유형의 기계적 연결(사진 참조)일 수 있다.

### 편향 스위치
스위치는 일반적으로 한 번 작동되면 설정된 위치를 유지한다. 편향 스위치에는 작동자가 손을 떼면 다른 위치로 되돌아가는 스프링 메커니즘이 포함되어 있다. 순간 버튼 스위치는 편향 스위치의 한 유형이다. 가장 일반적인 유형은 "푸시-투-메이크"(또는 상시 개방 또는 NO) 스위치로, 버튼을 누르면 접점이 형성되고 버튼을 놓으면 끊어진다. 예를 들어 컴퓨터 키보드의 각 키는 상시 개방 "푸시-투-메이크" 스위치이다. 반면에 "푸시-투-브레이크"(또는 상시 닫힘 또는 NC) 스위치는 버튼을 누르면 접점이 끊어지고 손을 떼면 접점이 형성된다. 푸시-투-브레이크 스위치의 예로는 전자석에 의해 닫힌 문을 해제하는 데 사용되는 버튼이 있다. 가정용 냉장고의 내부 램프는 문이 닫힐 때 열린 상태로 유지되는 스위치에 의해 제어된다.

### 회전 스위치

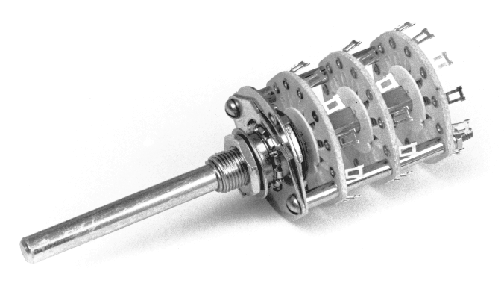
3단으로 쌓인 회전 스위치. 더 긴 샤프트와 각 스위칭 요소 사이의 추가 간격 스탠드오프를 사용하여 이러한 방식으로 원하는 수의 스위칭 요소를 쌓을 수 있다.

회전 스위치는 작동 손잡이를 돌리는 동작으로 작동하며, 최소 두 개의 위치를 가진다. 스위치의 하나 이상의 위치는 순간적(스프링으로 편향됨)일 수 있으며, 작동자가 스위치를 해당 위치에 유지해야 한다. 다른 위치는 해제 시 위치를 유지하는 디텐트를 가질 수 있다. 회전 스위치는 여러 회로를 제어하기 위해 여러 레벨 또는 "데크"를 가질 수 있다.
회전 스위치의 한 형태는 표면에서 캠처럼 돌출된 접점 암 또는 "스포크"를 가진 스핀들 또는 "로터"로 구성된다. 로터 주위에 원형으로 배열된 단자 배열을 가지고 있으며, 각 단자는 "스포크"의 접점 역할을 하여 여러 다른 전기 회로 중 하나가 로터에 연결될 수 있도록 한다. 스위치는 여러 극을 사용할 수 있도록 층을 이루고 있으며, 각 층은 한 극과 동일하다. 일반적으로 이러한 스위치는 디텐트 메커니즘을 가지고 있어 중간 위치에서 멈추지 않고 한 활성 위치에서 다른 활성 위치로 "딸깍" 소리를 내며 전환된다. 따라서 회전 스위치는 더 간단한 스위치보다 더 큰 극 및 스로우 기능을 제공한다.
다른 유형은 캠 메커니즘을 사용하여 여러 독립적인 접점 세트를 작동시킨다.
회전 스위치는 1970년대 초까지 텔레비전 수신기의 채널 선택기, 전기 계량 장비의 범위 선택기, 다중 밴드 라디오의 밴드 선택기 및 기타 유사한 목적으로 사용되었다. 산업에서는 회전 스위치가 측정 기기, 개폐 장치, 또는 제어 회로의 제어에 사용된다. 예를 들어, 무선조종으로 작동되는 오버헤드 크레인은 조종실의 지역 수동 제어 신호를 원격 제어 수신기의 출력으로 전송하기 위해 대형 다중 회로 회전 스위치를 가질 수 있다.

### 토글 스위치

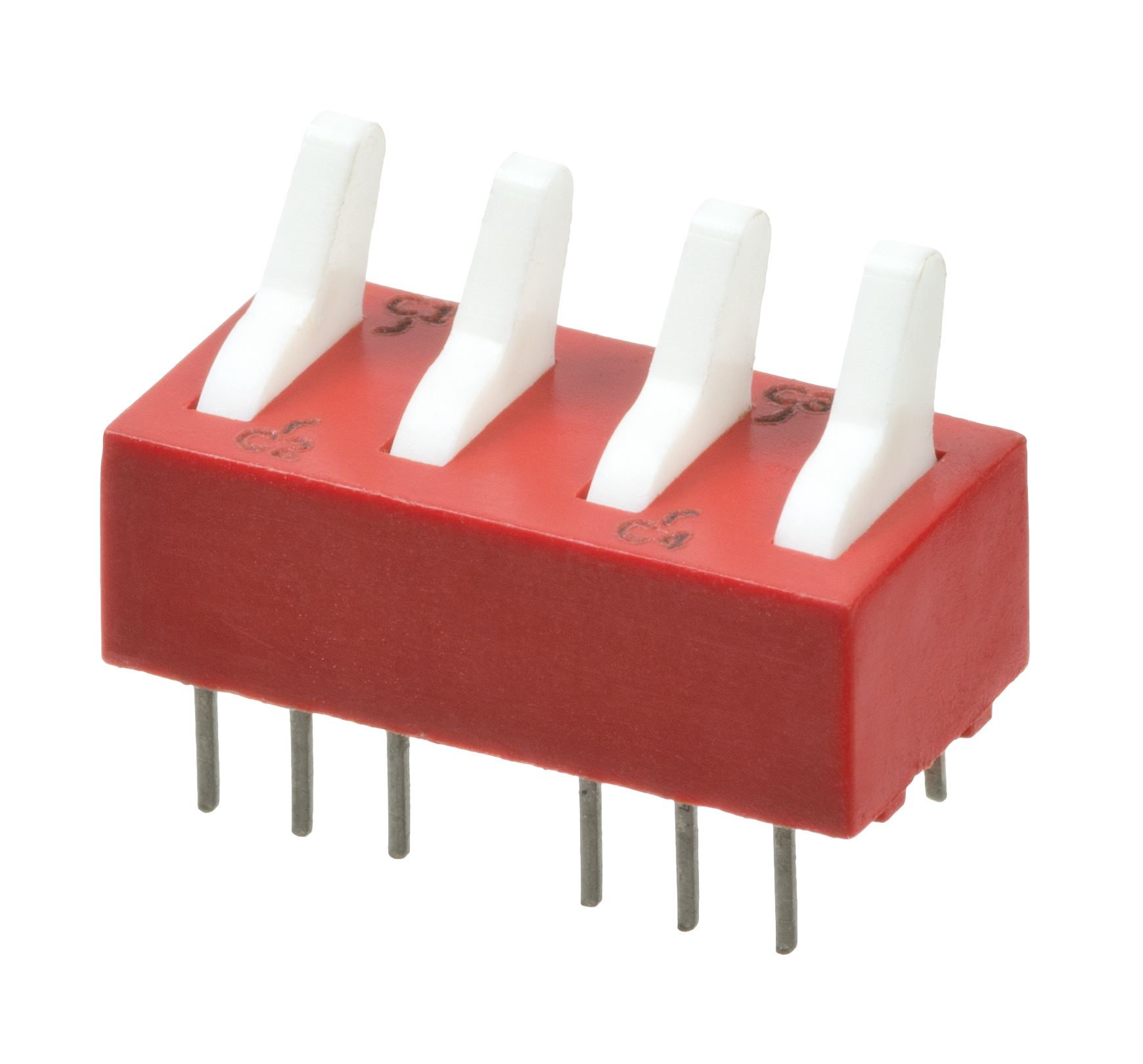
4개의 입출력을 가진 토글 DIP 스위치

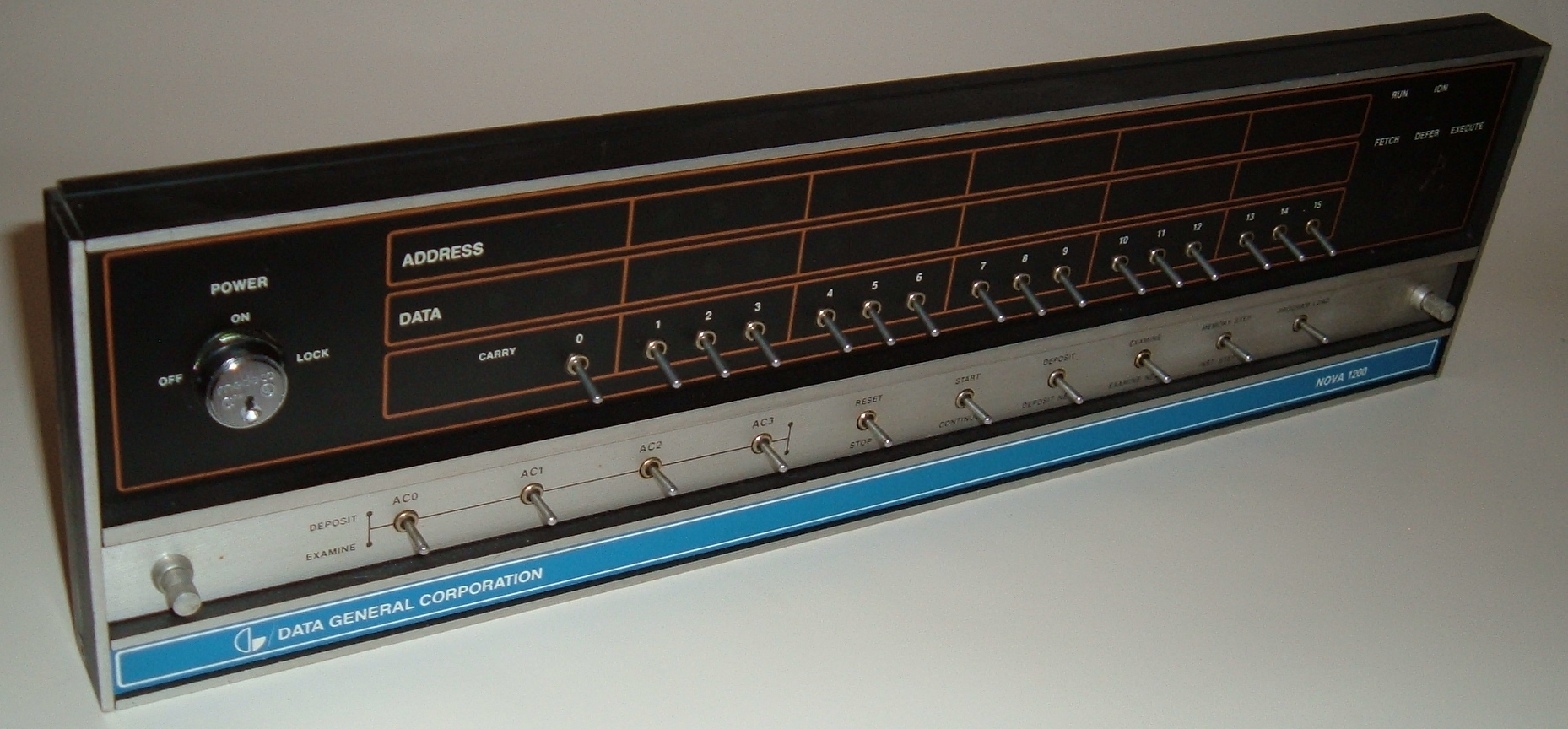
데이터 제너럴 노바 미니컴퓨터 전면 패널의 토글 스위치 뱅크

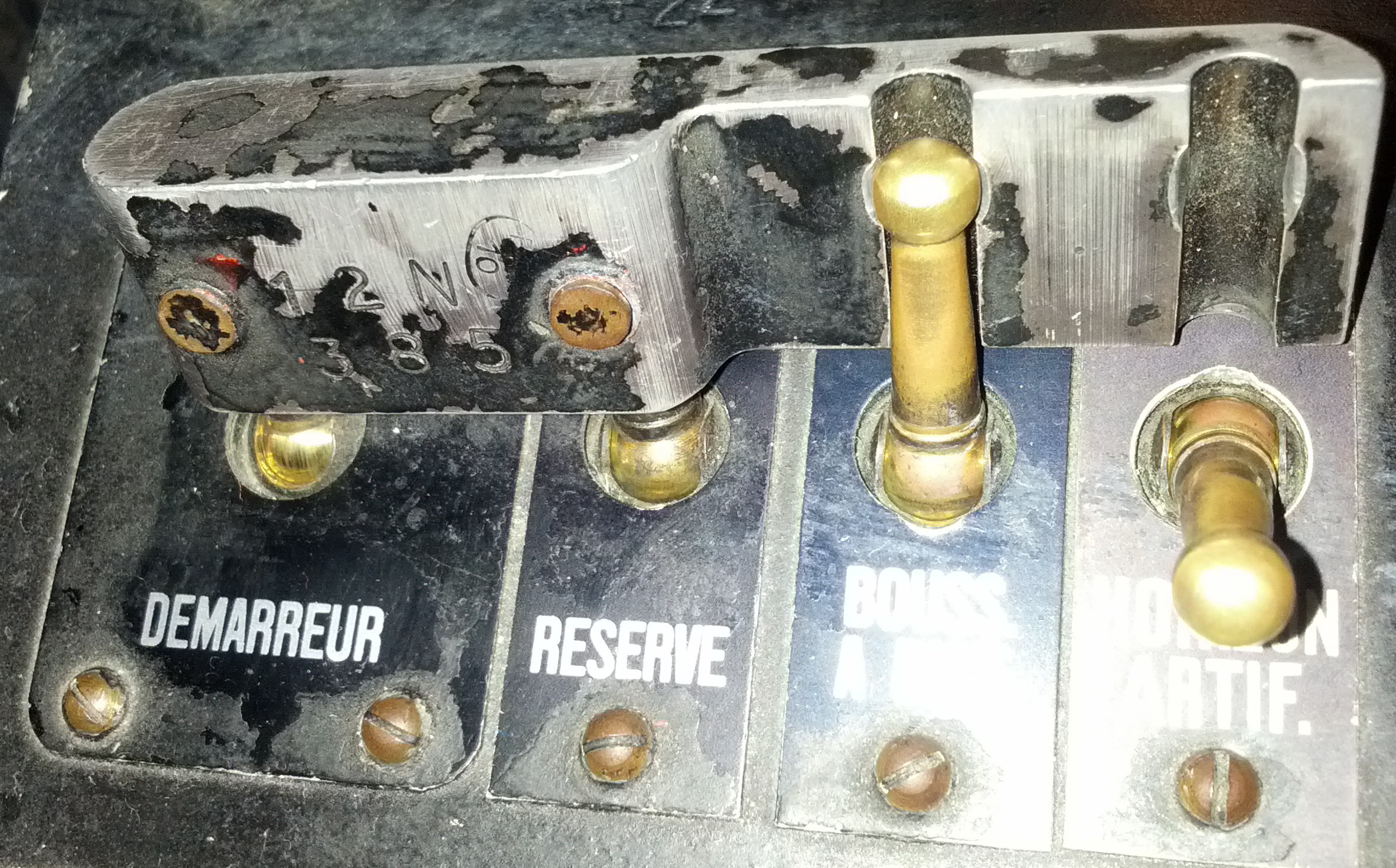
특정 금지된 조합을 방지하는 공유 커버가 있는 토글 스위치

토글 스위치 또는 텀블러 스위치는 기계적 지레, 손잡이 또는 흔들림 메커니즘으로 수동으로 작동되는 전기 스위치의 한 종류이다.
토글 스위치는 다양한 스타일과 크기로 제공되며 수많은 응용 분야에서 사용된다. 많은 스위치는 여러 전기 접점 세트의 동시 작동 또는 많은 양의 전류 또는 주전원 전압을 제어하도록 설계되었다.
"토글"이라는 단어는 거의 일직선상에 있는 두 개의 암으로 구성된 일종의 메커니즘 또는 조인트를 의미하며, 팔꿈치 모양의 피벗으로 연결되어 있다. 그러나 "토글 스위치"라는 문구는 실제로 토글 메커니즘이 포함되어 있는지 여부와 관계없이 짧은 손잡이와 확실한 스냅-액션을 가진 스위치에 적용된다. 마찬가지로 확실한 딸깍 소리가 들리는 스위치는 "확실한 온-오프 스위치"라고 불린다. 이러한 유형의 스위치의 매우 일반적인 용도는 조명이나 기타 전기 장비를 켜거나 끄는 것이다. 여러 토글 스위치는 금지된 조합을 방지하기 위해 기계적으로 연동될 수 있다.
일부 문맥, 특히 컴퓨팅에서는 토글 스위치 또는 토글링 동작이 기계적 구조에 관계없이 활성화될 때마다 두 상태를 번갈아 바꾸는 기계적 또는 소프트웨어 스위치의 다른 의미로 이해된다. 예를 들어, 컴퓨터의 캡스 록 키는 한 번 누르면 모든 문자가 대문자로 생성되고, 다시 누르면 소문자로 되돌아간다.

## 특수 유형

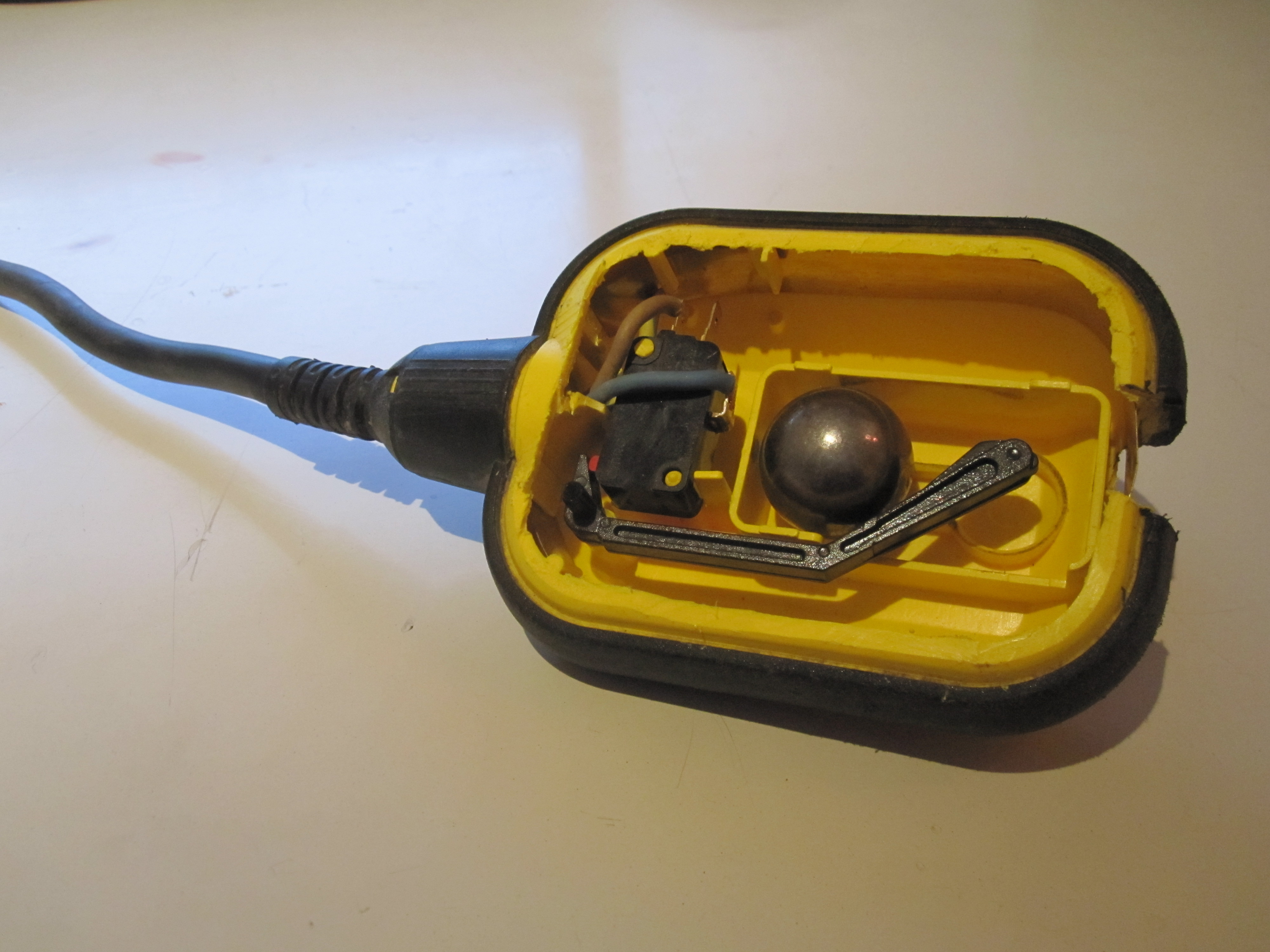
오물 펌프의 열린 플로트 스위치

스위치는 모든 유형의 기계적 자극에 반응하도록 설계될 수 있다. 예를 들어, 진동(트램블러 스위치), 기울기, 공기압, 유체 레벨(플로트 스위치), 키 회전(키 스위치), 선형 또는 회전 운동(리미트 스위치 또는 마이크로스위치), 또는 자기장 존재(리드 스위치) 등이 있다. 많은 스위치는 일부 환경 조건의 변화 또는 기계의 움직임에 의해 자동으로 작동된다. 예를 들어, 리미트 스위치는 공작 기계에서 공구의 적절한 위치와 작동을 연동하는 데 사용된다. 난방 또는 냉방 시스템에서 세일 스위치는 덕트 내의 공기 흐름이 충분한지 확인한다. 압력 스위치는 유체 압력에 반응한다.

### 수은 경사 스위치
수은 스위치는 두 개 이상의 접점을 가진 유리 구 내부의 수은 방울로 구성된다. 두 접점은 유리를 통과하며, 구가 기울어져 수은이 그 위로 굴러가면 수은에 의해 연결된다.
이 유형의 스위치는 먼지, 이물질 및 산화에 영향을 받지 않고, 접점을 적셔 매우 낮은 저항의 바운스 없는 연결을 보장하며, 움직임과 진동이 접촉 불량을 유발하지 않아 볼 기울기 스위치보다 훨씬 우수한 성능을 발휘한다. 이러한 유형은 정밀 작업에 사용될 수 있다.
또한 전체 장치가 밀봉되어 있으므로 아크 방전이 위험한 경우(예: 폭발성 증기 존재 시)에도 사용할 수 있다.

### 나이프 스위치

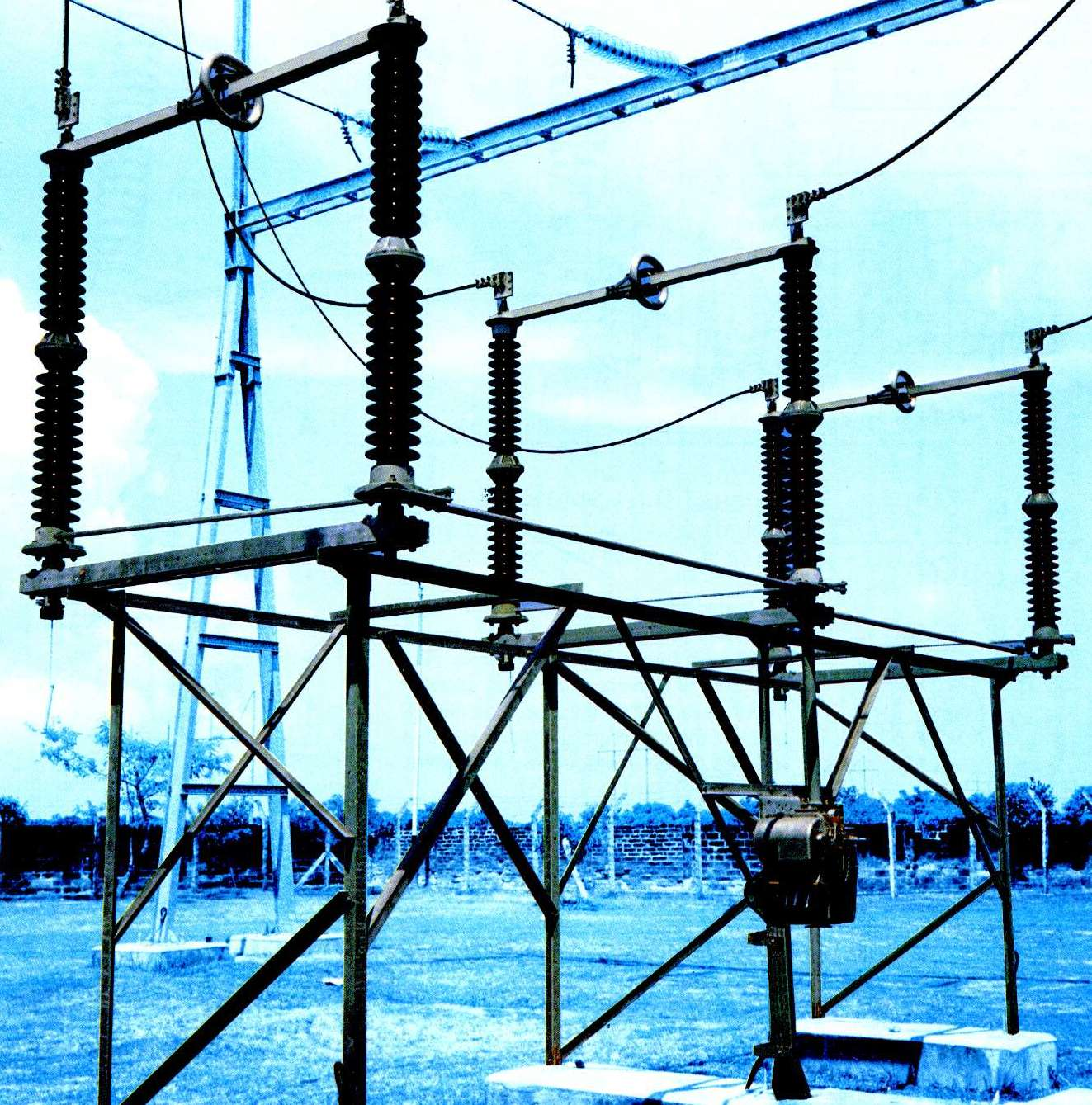
전기 변전소에 사용되는 고전압 차단 스위치. 이러한 스위치는 주로 회로를 분리하는 데 사용되며, 일반적으로 부하 전류를 차단할 수 없다. 고전압 스위치는 최고 송전 전압인 100만 볼트까지 사용할 수 있다. 이 스위치는 세 상 모두 동시에 차단되도록 연결 작동된다.

나이프 스위치는 한쪽 끝이 경첩으로 연결된 평평한 금속 날과 작동을 위한 절연 핸들, 그리고 고정 접점으로 구성된다. 스위치가 닫히면 경첩이 연결된 피벗과 날, 그리고 고정 접점을 통해 전류가 흐른다. 이러한 스위치는 보통 밀폐되어 있지 않다. 날과 접점은 일반적으로 적용 분야에 따라 구리, 강철 또는 황동으로 만들어진다. 고정 접점은 스프링으로 지지될 수 있다. 여러 개의 평행한 날이 하나의 핸들로 동시에 작동될 수 있다. 부품은 배선을 위한 단자가 있는 절연 베이스에 장착되거나, 대형 조립품에서는 절연 스위치 보드에 직접 볼트로 고정될 수 있다. 전기 접점이 노출되어 있으므로, 스위치는 사람이 우발적으로 스위치에 접촉할 수 없거나 전압이 너무 낮아 위험하지 않은 곳에서만 사용된다.
나이프 스위치는 소형 스위치부터 수천 암페어를 전달하는 대형 장치까지 다양한 크기로 제작된다. 전기 송전 및 배전에서는 최고 전압까지의 회로에 갱 작동 스위치가 사용된다.
나이프 스위치의 단점은 느린 개방 속도와 작동자가 노출된 활선 부분에 근접해 있다는 점이다. 금속 밀폐형 안전 차단 스위치는 산업용 배전에서 회로 분리용으로 사용된다. 때로는 스프링 장착된 보조 날이 장착되어 개방 중에 순간적으로 전체 전류를 전달한 다음 빠르게 분리되어 아크 방전을 신속하게 소멸시킨다.

### 극성 반전 스위치
DPDT 스위치에는 6개의 연결부가 있지만, 극성 반전은 DPDT 스위치의 매우 일반적인 용도이기 때문에 DPDT 스위치의 일부 변형은 극성 반전을 위해 내부적으로 특별히 배선되어 있다. 이러한 크로스오버 스위치는 6개가 아닌 4개의 단자만 가지고 있다. 두 단자는 입력이고 두 단자는 출력이다. 배터리 또는 다른 DC 전원에 연결될 때, 4방향 스위치는 정상 또는 반전 극성 중 하나를 선택한다. 이러한 스위치는 2개 이상의 스위치로 램프를 제어하는 다중 스위칭 시스템에서 중간 스위치로도 사용될 수 있다. 

## 전등 스위치
건물 배선에서, 전등 스위치는 조명 및 때때로 다른 회로를 제어하기 위해 편리한 위치에 설치된다. 다중 극 스위치를 사용하여 복도나 계단 끝과 같이 두 개 이상의 장소에서 램프를 다중 스위칭 제어할 수 있다. 무선 전등 스위치는 편의를 위해 램프를 원격 제어할 수 있게 하며, 일부 램프는 어디든 만지면 전자적으로 램프를 제어하는 터치 스위치를 포함한다. 공공건물에서는 무단 사용을 방지하기 위해 여러 유형의 파괴 방지 스위치가 사용된다.

## 슬라이드 스위치
슬라이드 스위치는 슬라이더가 열림(꺼짐) 위치에서 닫힘(켜짐) 위치로 움직이는(미끄러지는) 기계식 스위치이다.

## 전자 스위치
스위치라는 용어는 그 이후로 스위칭 기능을 수행하지만 순전히 기계적인 것이 아니라 능동 소자에 의해 전자적으로 제어되는 다양한 고체 전자공학으로 확산되었다. 이들은 전자 스위치 문서에 분류되어 있다. 전기 기계 스위치(예: 전통적인 전자계전기, 전기 기계 크로스바, 스트로우저 교환기)는 이러한 분류에 걸쳐 있다.

## 기타 스위치
- 원심 스위치
- 컴퍼니 스위치
- 크로스바 교환기
- 데드맨 스위치
- 소방관 스위치
- 홀 효과 센서
- 관성 스위치
- 격리 스위치
- 키 스위치
- 킬 스위치
- 래칭 스위치
- 전등 스위치
- 부하 제어 스위치
- 멤브레인 스위치
- MEMS 스위치
- 광 스위치
- 피에조 스위치
- 풀 스위치
- 푸시 스위치
- 센스 스위치
- 슬롯형 광 스위치
- 스테핑 스위치
- 스트로우저 교환기
- 열 스위치
- 타임 스위치
- 터치 스위치
- 자동 절환 스위치
- 영 속도 스위치

## 내용주
1. ↑  N.C.(상시 닫힘)라는 약어는 커넥터 또는 부품 핀의 맥락에서 "연결 안됨"을 의미하기도 한다.